# Embolemus
Embolemus is een geslacht van vliesvleugelige insecten van de familie Peerkopwespen (Embolemidae).

## Soorten
- E. pecki Olmi, 1997
- E. reticulatus Van Achterberg, 2000
- E. ruddii Westwood, 1833
- E. thaumus (Rasnitsyn & Matveev, 1989)